# 438 a. C.
El año 438 a. C. fue un año del calendario romano prejuliano. En el Imperio romano se conocía como el Año del Tribunado de Macerino, Yulo y Cincinato (o menos frecuentemente, año 316 Ab urbe condita).

## Acontecimientos
- Fidias termina la Atenea Parthenos (Αθηνά Παρθένος).
- La dinastía de los Arqueanáctidas del reino del Bósforo Cimerio es reemplazada por los Espartácidas, con Espártaco I como primer soberano.
- En Roma se nombra dictador a Lucio Quincio Cincinato para acabar con la conspiración de Espurio Melio.

## Fallecimientos
- Píndaro, poeta griego.
- Cayo Fulcinio

- Datos: Q234276